# Italiaans industrieel district
In een Italiaans industrieel district bevinden zich bedrijven (veelal midden- en kleinbedrijf) die met elkaar een afgedekt lokaal productiesysteem vormen en veelal zijn gespecialiseerd in ambachtelijke sectoren, zoals aardewerk, schoenen en kleding. Op dit moment zijn er ongeveer 156 officieel erkende distretti industriali (industriële districten) en zijn ze een van de grootste motoren van de Italiaanse economie, aangezien de distretti industriali verantwoordelijk zijn voor een kwart van het Italiaans bruto nationaal product en 20% van de banen voor de beroepsbevolking leveren. De districten zijn overal te vinden in Italië, maar zijn over het algemeen het talrijkst in het noordoosten en het midden van het land.

## Basis voor het succes
Eind jaren zeventig en in de jaren tachtig was het onder andere Giacomo Becattini opgevallen dat verscheidene regio’s in het noordoosten en het midden van Italië een spectaculaire economische groei doormaakten. Waar de grote Italiaanse (staats)bedrijven in de jaren tachtig leden onder de wereldwijde recessie hielden de midden- en kleinbedrijven gespecialiseerd in ambachtelijke sectoren het hoofd ogenschijnlijk makkelijk boven water, hetgeen wereldwijd alom tot verbazing leidde. Na de boom economico was Italië opnieuw in staat gebleken om economisch gezien uitstekende cijfers voor te leggen.
Becattini heeft het Italiaans industrieel district als volgt omschreven: een sociaal-territoriale macht, welke gekarakteriseerd wordt door de actieve aanwezigheid van zowel een gemeenschap van mensen als van een 'bevolking' van bedrijven in een natuurlijk en historisch gebonden gebied. Deze extreme verbondenheid en afhankelijkheid van alles en iedereen in de regio samen met de eeuwenlange traditie en ervaring van de Italiaanse ambachtslieden maakt dat het Italiaans industrieel district het wezenlijk verschilt van het Marshalliaanse districtmodel waar het voor een deel overigens wel op is gebaseerd.

## Kenmerken van de distretti industriali
Het Italiaans industrieel district kenmerkt zich door de sterke netwerken tussen lokale bedrijven, de clustervorming en de kennisoverdracht tussen bedrijven onderling. In de distretti industriali zijn niet alleen bedrijven die produceren aanwezig, maar is er daarnaast sprake van een spin-off van bedrijven in verschillende sectoren die allemaal bijdragen aan de uiteindelijke totstandkoming van het product. Hierbij valt te denken aan banken die specifiek krediet verlenen, fabrieken die machines produceren om de producten te kunnen maken, designstudio’s en bedrijven die zich specificeren op een enkel onderdeel van een product. De productie van machines is als gevolg zelf een van de belangrijkste pijlers van de Italiaanse economie geworden.
In het kort heeft dit alles geresulteerd in de volgende specifieke kenmerken van de distretti industriali:
- Een lokale gemeenschap van mensen die in hoge mate een systeem van dezelfde normen en waarden delen hetgeen de samenwerking tussen bedrijven bevordert.
- Een lokale gemeenschap van ondernemingen die sterk gespecialiseerd zijn door de verdeling van de productie over de bedrijven binnen een district.
- Een (voor sommigen paradoxale) combinatie van concurrentie en samenwerking tussen bedrijven.
- Een producren van goederen niet alleen een technisch process is maar ook een sociaal proces waarin lokale kennisdeling van groot belang is.
- Een district waarin een onevenredig groot deel van de werknemers zich richt op innovatie en het ontwerpen van nieuwe producten.
- Een netwerk van belangenverenigingen (van werkgevers) die zorgen voor gedeelde infrastructuur, management training, marketing, technische en financiële ondersteuning etc.

## Concurrentie
Ondanks het succes van de distretti industriali, die eind jaren negentig een hoogtepunt had bereikt wat betreft de bijdrage aan het presteren van de Italiaanse economie hebben de distretti industriali te lijden gehad onder concurrentie op verschillende vlakken:
- Het succes van het midden- en klein bedrijf heeft ervoor gezorgd dat sommige van deze bedrijven zo hard gegroeid zijn dat ze in staat zijn om alleen te kunnen overleven en het distretti industriali waarin zij groot zijn geworden niet meer nodig hebben. Het gevolg hiervan is dat deze bedrijven (te denken valt aan de wereldwijd bekende modebedrijven als Benetton) concurrenten worden voor de distretti industriali.
- Veel bedrijven hebben het moeilijk om te kunnen concurreren met bedrijven uit sterk opkomende (veelal Aziatische economieën) die steeds vaker in staat zijn de Italiaanse kwaliteit en inventiviteit te evenaren tegen lagere productiekosten. Dit leidt ertoe dat ook veel Italiaanse bedrijven hun productieproces naar landen als China hebben verplaatst en vaak alleen nog als designer actief zijn.
- Het binden van de alsmaar kritischer wordende consument aan een merk is steeds lastiger en ook de Italiaanse bedrijven ondervinden hierin hinder bij het opbouwen en/of behouden van een stabiele afzetmarkt.
- De machines die geproduceerd worden in Italië worden ook in het buitenland verkocht en op die manier hebben de buitenlandse economieën de mogelijkheid de Italiaanse bedrijven met hun eigen machines te beconcurreren. Bovendien wordt het voor de Italiaanse bedrijven steeds lastiger om kwalitatief goed en geschikte arbeidskrachten te vinden.
- De introductie van de duurdere Euro ten opzichte van de Italiaanse lire heeft ervoor gezorgd dat Italiaanse producten minder interessant zijn geworden voor sommige buitenlandse afzetmarkten.

Desondanks deze problemen (die overigens niet alleen de Italiaanse economie treffen) lijkt het erop dat de distretti industriali toch redelijk stand kunnen houden. De inventiviteit, flexibiliteit en de vernieuwingskracht van sommige distretti industriali waren en zijn nog steeds de basis voor succes. Daarnaast is de naamsbekendheid en de goede kwaliteit van vele Italiaanse producten voor veel buitenlandse consumenten en bedrijven in veel gevallen nog steeds doorslaggevend om met een Italiaanse bedrijf in zee te gaan dan met bijvoorbeeld een Chinees bedrijf. Tot slot zijn veel bedrijven in distretti industriali in staat een gedeelte van hun productieketen succesvol naar het buitenland te verplaatsen en op die manier te profiteren van de opkomende economieën in plaats van terrein op hen te verliezen. Hierbij verandert echter wel de betekenis van het 'made in Italy' en is het misschien beter te spreken van 'designed in Italy' of 'produced in Italy'.

## Distretti per regio
In januari 2010 is onder andere door de Italiaanse Kamer van Koophandel en de werkgeversorganisatie Confindustria een rapport uitgebracht waarin 92 distretti industriali uitvoerig worden behandeld per regio en de producten die er worden gefabriceerd aangegeven.

### Abruzzen
- District in de laagvlakte van Cavaliere-Carsoli-Oricalo (elektrische apparaten, apparatuur voor opticiens, meubels(hout) en voedingsmiddelen)
- District van Maiella (kleding)
- District van Vibrata-Tordino Vomano (textiel en kleding)

### Basilicata
- District van Matera (stoelen, banken en fauteuils)
- District van Vulture (voedingsmiddelen)

### Campania
- District van Grumo Nevano-Aversa (schoenen)
- District van Grumo Nevano-San Giuseppe Vesuviano (textiel, kleding en leer)
- District van Nocera Inferiore-Gragnano (voedingsmiddelen)
- District van Sant'Agata dei Goti-Casapulla-San Marco dei Cavoti-Aversa-Trentola Ducenta (textiel)
- District van Solofra (kleding en leer)

### Emilia-Romagna
- District van Carpi (textiel en kleding)
- District van Forlì (meubels en huishoudelijke inrichting)
- District van Mirandola (biomedische industrie)
- District van Parma-Langhirano (voedingsmiddelen)
- District van San Mauro Pascoli (schoenen)
- District van Sassuolo (tegels en keramiek)

### Friuli-Venezia Giulia
- District van Maniago (metaalbewerking voor huishoudelijk producten)
- District van Manzano (stoelen)
- District van Pordenone (machines voor metaalbewerking en huishoudelijke inrichting)
- District van San Daniele (voedingsmiddelen)
- District van Trieste (koffie)

### Lazio
- District van Civita Castellana (keramiek)
- District van Frosinone (cartografie)
- District van Monti Ausoni-Tiburtina (marmer en steenbewerking)
- District van Valle del Liri (kleding)

### Ligurië
- District van La Spezia (maritieme technologie)

### Lombardije
- District van Bergamasca-Valcavallina-Oglio (kleding en meubels)
- District van Bassa Bresciana (kleding)
- District van Brianza (meubels en huishoudelijke inrichting)
- District van Casalasco-Viadanese (houtbewerking)
- District van Castel Goffredo (lingerie)
- District van Como (textiel en kleding)
- District van Gallaratese (kleding)
- District van Lecco (textiel en metaalbewerking)
- District van Sebino (rubberbewerking)
- District van Valseriana (textiel)
- District van Vigevano (schoenen en schoenenmachines)

### Marche
- District van Civitanova Marche-Tolentino-Monte San Giusto-Porto Sant'Elpidio-Monte San Pietrangeli (schoenen en leer)
- District van Fabriano (huishoudelijke apparaten)
- District van Fermo (schoenen)
- District van Montappone-Massa Fermana (hoeden)
- District van Pesaro-Fossombrone-Piandimeleto (houtbewerking en meubels)
- District van Recanati-Osimo-Castelfidardo (telecommunicatie, muziekinstrumenten, lichttechnologie etc.)
- District van San Benedetto del Tronto (voedingsmiddelen)
- District van Urbania-Sant'Angelo in Vado-Pergola-Sassocorvaro-Mondolfo (textiel en kleding)

### Piëmont
- District van Biella-Vercelli (textiel en kleding)
- District van Canavese (metaalbewerking en elektronica)
- District van Canelli-Alba (alcoholische dranken)
- District van Casale Monferrato-Ticineto-Quattordio (koelkasten)
- District van Omegna-Varallo Sesia-Stresa (huishoudelijke apparaten)
- District van San Maurizio d'Opaglio-Armena (waterkranen)
- District van Valenza (juwelen en sieraden)

### Apulië
- District van Barletta (schoenen)
- District van Casarano-Lecce (schoenen)
- District van Corato (textiel en kleding)

### Sardinië
- District van Calangianus-Tempio-Pausania (kurk)
- District van Gallura (graniet)

### Sicilië
- District van Bronte-Enna-Messina (kleding)
- District van Siracusa-Ragusa (machines)
- District van Trapani-Palermo (visindustrie)

### Trentino-Zuid-Tirol
- District van Borgo Valsugana (tegels en steenbewerking)

### Toscane
- District van Arezzo (goudbewerking)
- District van Capannori (karton)
- District van Carrara (steenbewerking)
- District van Casentina-Val Tiberina (textiel en kleding)
- District van Empoli (textiel en kleding)
- District van Poggibonsi-Sinalunga (houtbewerking en meubels)
- District van Prato (textiel en kleding)
- District van Santa Croce sull'Arno-Castelfiorentino (leer)
- District van Valdarno Superiore (leer en schoenen)
- District van Valdinievole (schoenen)

### Veneto
- District van Bassano (meubels)
- District van Belluno (brillen en duurzame energie)
- District van Montebelluna (sportartikelen)
- District van Murano (glas)
- District van Nove (keramiek en terracotta)
- District van Padova-Rovigo (meubels, airconditioning en vis)
- District van Treviso (houtbewerking, huishoudelijke inrichting en duurzaam bouwen)
- District van Veneto (mechanica en apparatuur voor hotels)
- District van Verona (kleding, schoenen, voedingsmiddelen en verwarmingsapparatuur)
- District van Vicentino (leer en stoffen)
- District van Vicenza (juwelen en sieraden)
- District van Volargne di Dolce (marmer)